# Heteromorpha
Heteromorpha – rodzaj roślin należący do rodziny selerowatych. Obejmuje 8 gatunków. Występują one w Afryce Subsaharyjskiej i Jemenie. Rodzaj jest wyjątkowy w obrębie rodziny ze względu na drzewiasty pokrój niektórych jego przedstawicieli. Rośliny te rosną w lasach, ich kwiaty zapylane są przez muchówki.
Gatunek H. arborescens wykorzystywany jest lokalnie leczniczo. 

## Morfologia
PokrójByliny z bulwiastą, drewniejącą szyją korzeniową, półkrzewy i krzewy, a nawet niskie drzewa do 10 m wysokości. Pędy nagie lub mniej lub bardziej owłosione.
LiścieNaprzeciwległe, wiecznie zielone, skórzaste, siedzące lub ogonkowe, pojedyncze lub trójlistkowe, z listkami wąskoeliptycznymi, na brzegach drobno karbowanymi.
KwiatyZebrane w baldaszki, a te z kolei w baldachy złożone. Pokrywy drobne lub okazałe i liściaste, pokrywki niewielkie, ale zawsze obecne. Kwiaty obupłciowe. Działki kielicha wyraźne, zaostrzone i trwałe (zachowują się na owocach). Płatki korony w liczbie 5, kremowe do zielonożółtych, nagie lub owłosione. Pręcików 5. Zalążnia dolna, dwukomorowa, z pojedynczymi zalążkami, z dwiema szyjkami słupka.
OwoceRozłupnie rozpadające się na dwie rozłupki, nagie lub szczeciniasto owłosione, szeroko- lub wąskojajowate, czasem jedno z żeber lub boczne żebra rozszerzone w skrzydełka.

## Systematyka
Pozycja systematyczna
Rodzaj w obrębie rodziny selerowatych (baldaszkowatych) Apiaceae klasyfikowany jest do podrodziny Apioideae, plemienia Heteromorpheae.
Wykaz gatunków
- Heteromorpha arborescens (Spreng.) Cham. & Schltdl.
- Heteromorpha gossweileri (C.Norman) C.Norman
- Heteromorpha involucrata Conrath
- Heteromorpha montana (P.J.D.Winter) J.E.Burrows
- Heteromorpha occidentalis P.J.D.Winter
- Heteromorpha papillosa C.C.Towns.
- Heteromorpha pubescens Burtt Davy
- Heteromorpha stenophylla Welw. ex Schinz